# Lleons de Fu

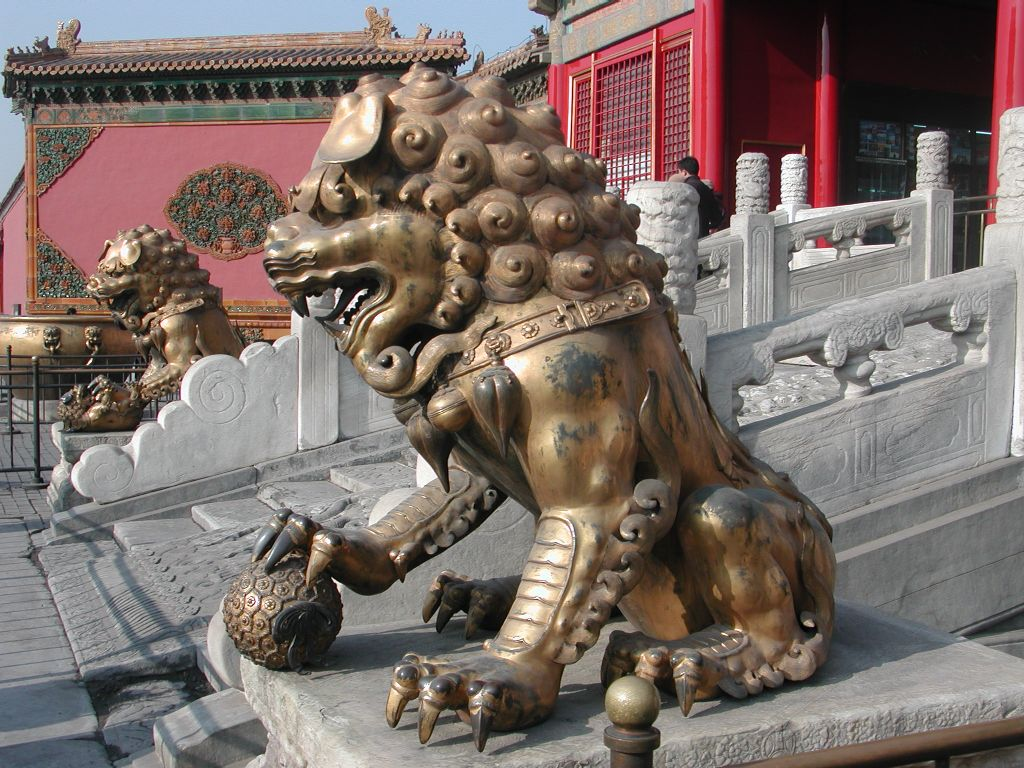
Els Lleons de Fu protegint la Ciutat Prohibida

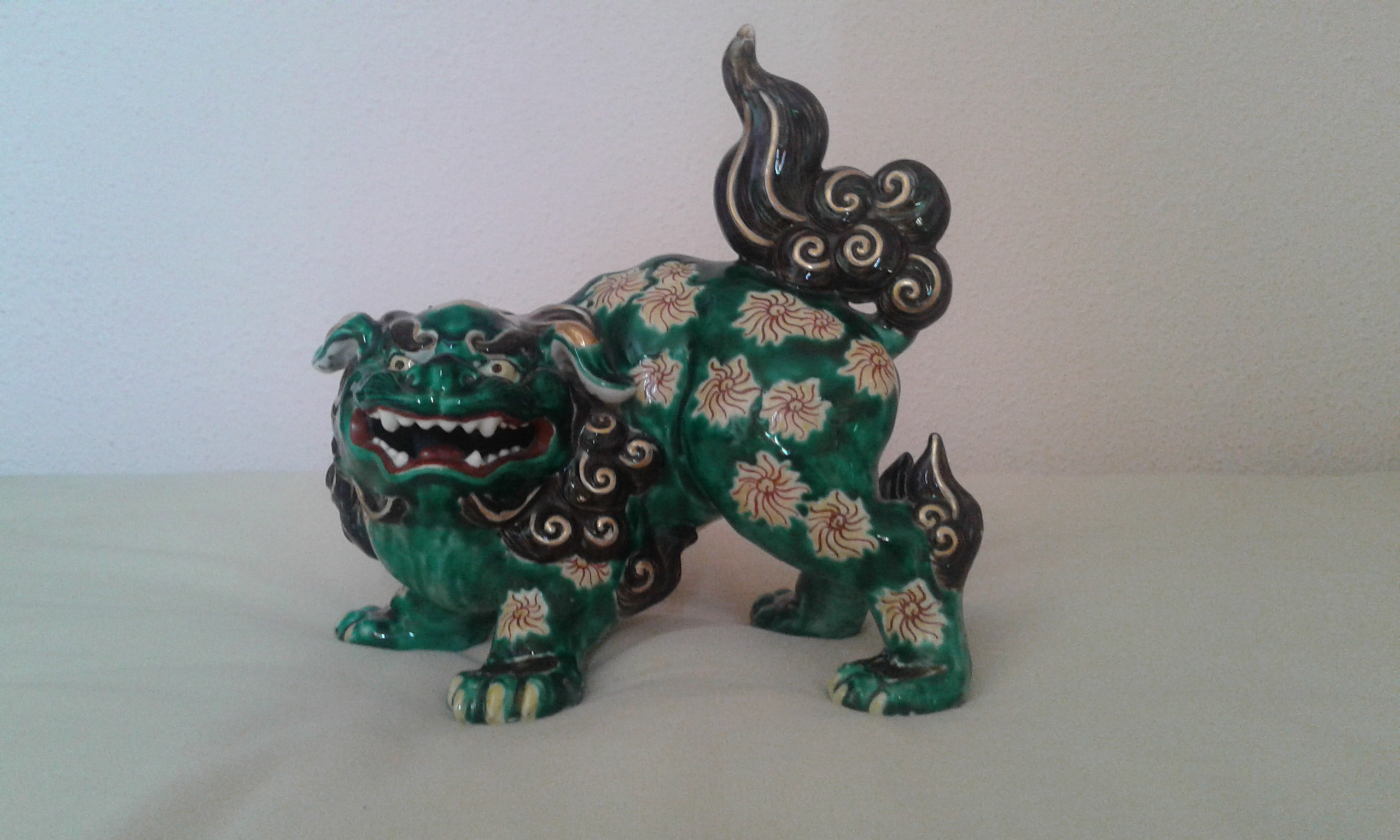
Figura de porcellana xinesa que representa a un Lleó de Fu, del s.XIX

Els lleons de Fu, lleons de Buda o lleons guardians xinesos (o també gossos de Fu, tot i que no són gossos), (en xinès: 石獅 shíshī; literalment, 'lleó de pedra'), són poderosos animals mítics d'origen budista.
Es troben al Sud-est Asiàtic, Xina, Japó, Tibet, Corea i Tailàndia. Se sol trobar als llindars de temples budistes, palaus i tombes imperials, en tots els edificis de la Dinastia Han (206 aC-220 dC) fins al final de l'Imperi (1911), i també en algunes representacions del bodhisattva Manjushri.
En realitat, aquestes bèsties no apareixen en l'art xinès primitiu, sinó que van ser introduïdes tardanament, amb el budisme, com a guardians i protectors. En ocasions Buda és representat anant sobre l'esquena d'aquestes bèsties.
Els lleons de Fu són considerats com un símbol de protecció contra mals esperits (dimonis), males energies i males persones. Per aquesta raó s'acostumava a adornar palaus, edificis i llars amb figures d'aquestes criatures que sempre vénen en parelles formades per un mascle i una femella.
A l'antiguitat, quan es va popularitzar la figura d'aquesta bèstia a les llars, solia dir-se que el lleó mascle tenia encomanada la tasca de protegir els integrants de la llar fora d'aquesta mentre que la femella protegia la llar.

## Etimologia
Els lleons guardians són denominats de molt diverses maneres depenent de la llengua i el context. En xinès són tradicionalment anomenars simplement shi (獅, pinyin: shī) que significa lleó—la paraula shi en si mateixa es pensa que deriva de la paraula persa. Els lleons van ser presentats primer a la cort Han per emissaris de l'Àsia central i Pèrsia, i al segle VI dC ja eren representats popularment com a figures guardianes. Avui dia el noms dels lleons guardians varia d'acord amb el mitjà o material, per exemple:
- Lleó de pedra (石獅, pinyin: Shíshī): per a una escultura en pedra; o
- Lleó de bronze (銅獅, pinyin: Tóngshī): per a una escultura en bronze.

i menys comunament:
- Lleó auspiciós (瑞獅, pinyin: Ruìshī): referint-se al déu tibetà lleó de les neus o de la bona fortuna.
- Lleó de la fortuna (福獅, pinyin: fúshī)[cita [cal citació]: referint-se a la bona fortuna
- Lleó de Buda o Lleó del budisme (佛獅, Pinyin: fóshī)[cita [cal citació]: referint-se en un context religiós al lleó com a protector de Buda.

### En altres cultures d'Àsia
- Al Japó: les figures de lleons són conegudes com Komainu (狛犬, gossos lleó)
- A Corea: conegudes com Xiezhi o Haetae
- A Birmània, Laos i Cambodja: conegut com Chinthe i també dona el seu nom als soldats Chindit de la Segona Guerra Mundial.
- A Okinawa, Japó: conegut com Shisa
- A Sri Lanka: conegut com Simha (සිංහ මූර්ති)
- A Tailàndia: conegut com Singha
- Al Tibet: conegut com Lleó de les neus
- A Vietnam: conegudes com a Sư tử đá

### Noms occidentals
En anglès i en diverses llengües occidentals, els lleons guardians són freqüentment denominats com: "gossos Fu", "gossos Foo", "lleons Fu", "lleons Fo", i "lleons gossos". El terme "Fo" o "Fu" pot deure's a la trasliteració de les paraules 佛 (pinyin: fó) o 福 (pinyin: fú), que signifiquen "Buda" o "prosperitat" en xinès, respectivament. No obstant això, les referències xineses als lleons guardians rares vegades són prefixades amb 佛 o 福, i més important, mai són denominats "gossos".
Les referències als lleons guardians com a gossos en la cultura occidental poden ser degudes al fet que els japonesos es refereixen a ells com a "gossos coreans" (狛犬・高麗犬) a causa de la seva transmissió al Japó des de la Xina a través de Corea. Pot ser també a causa de la confusió que els lleons guardians representessin a certes races de gossos xinesos com el Chow Chow (鬆獅犬, pinyin: sōngshī quǎn, lit. "lleó gos inflat") o Shih Tzu (獅子狗; pinyin: Shīzi Gǒo, lit. "lleó gos").

## Representació

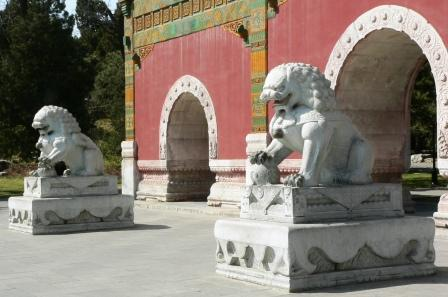
Lleons de Fu esculpits en marbre.

Els lleons de Fu, en general, es mostren en parelles i amb una o ambdues potes davanteres recolzades sobre una esfera. Sovint sel's troba protegint simbòlicament l'entrada de temples i tombes amb la finalitat d'acoquinar els profanadors, dimonis i altres esperits del mal. Així, per exemple, la Ciutat Prohibida, a la Xina, està gelosament custodiada per diverses parelles de lleons de Fu.
Els seus ulls estan sempre oberts, i amb la feresa de la seva mirada pretenen transmetre la protecció contra mals esperits que vulguin violar la tranquil·litat del lloc. L'animal és símbol d'energia i valor.

### Dimorfisme sexual
Les parelles de lleons Fu solen ser un mascle i una femella. El mascle sosté un orbe sota la seva urpa, mentre que la femella sosté una cria. Cada sexe posseeix diferents poders i atributs.

Mirant des de la porta cap a fora, el mascle se situa a la nostra esquerra i la femella a la dreta.

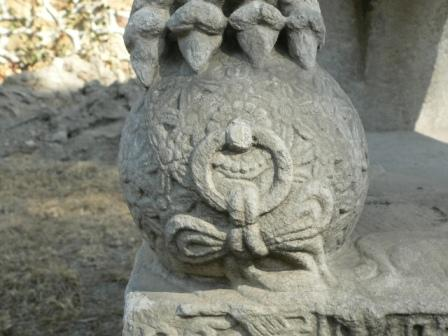
Detall de l'esfera del mascle.
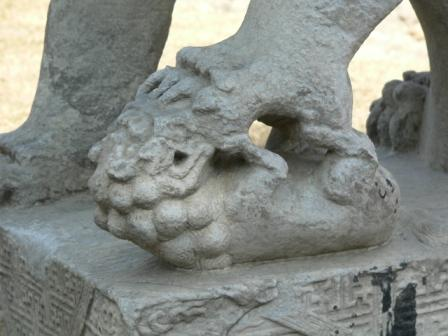
Detall de la cria de la femella.
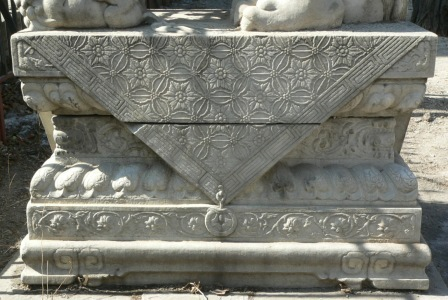
La base de l'estatua.

## Història

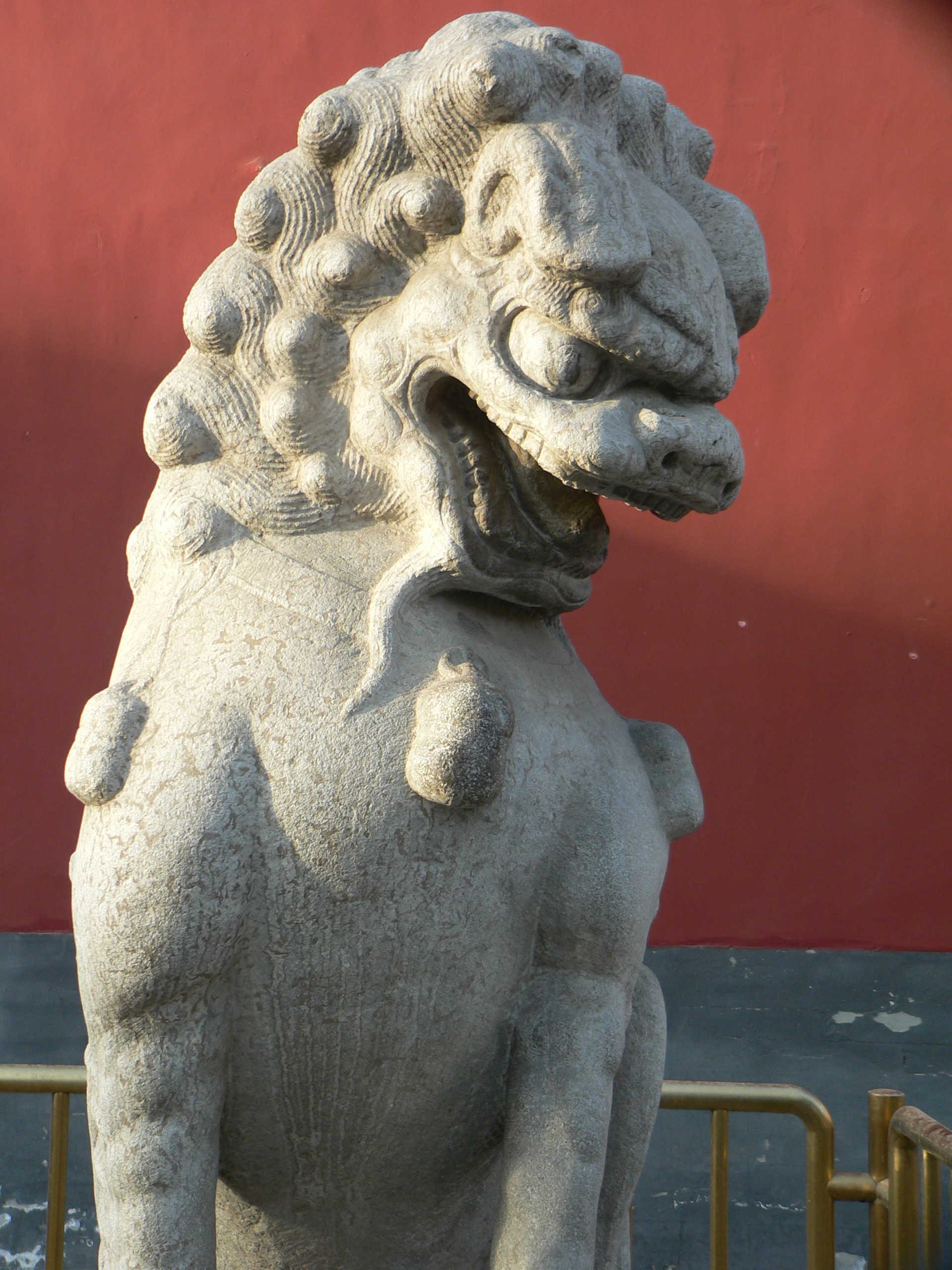
Lleó Fu al parc Zhongshan de Pequín

La primera representació de lleons Fu es remunta a la Dinastia Han, en l'art xinès, cap al 208 aC i fins al 221 dC. No obstant això, durant gairebé 400 anys no es tornen a trobar i només reapareixen a la Dinastia Tang. (618-917 dC).
La seva introducció en l'art xinès va coincidir amb el budisme. La seva popularitat es va fonamentar en el seu simbolisme. L'art budista va mostrar els lleons, desconeguts fins llavors, com a éssers benèfics i mestres dels felins. El lleó de Fu era protector d'edificis sagrats i defensor de la llei. Els lleons solien col·locar-se flanquejant portals d'institucions de negocis, de temples i, en general, de llocs habitats per gent distingida. No era estrany tampoc veure a aquests lleons sagrats guardant tombes o enfront d'edificis de govern per espantar mals esperits. Amb el pas dels anys es va establir el costum de regalar aquests lleons a l'emperador representant-los en escultures, tapissos o altres arts plàstiques.